# Inta
Inta (Инта́) je město v republice Komi v Rusku. Leží v předhůří Polárního Uralu na levém břehu řeky Bolšaja Inta, přítoku řeky Kosju, ve vzdálenosti zhruba 600 kilometrů na severovýchod od Syktyvkaru, hlavní města republiky. V roce 2017 žilo v Intě 26 tisíc obyvatel. K městu patří plocha 30 100 čtverečních kilometrů.
V Intě je letiště a deset kilometrů východně od města je stanice na železniční trati Konoša – Vorkuta.

## Rodáci
- Viktor Vasiljevič Žluktov (* 1954), ruský hokejista
- Aleksandras Algirdas Abišala (* 1955), litevský podnikatel a politik
- Uladzimir Viktaravič Cyplakou (1969–2019), ruský a běloruský hokejista